# NGC 1433
NGC 1433 är en stavgalax i stjärnbilden Pendeluret. Den upptäcktes den 28 september 1826 av James Dunlop. 